# Język bubi
Język bubi albo fernandino − język z rodziny bantu, używany w Kamerunie, Gwinei Równikowej i Gabonie. W 1975 roku liczba mówiących wynosiła ok. 20 tysięcy.